# Campeonato Amapaense de Futebol Feminino de 2021
O Campeonato Amapaense Feminino de 2021 foi a décima quarta edição deste evento esportivo, principal torneio estadual de futebol feminino organizado pela Federação Amapaense de Futebol (FAF). 
O campeonato começou a ser disputado no dia 17 de novembro e terminou em 22 de dezembro. Nesta edição, o Ypiranga sagrou-se campeão pela primeira vez, vencendo a decisão contra o Oratório na cobrança de pênaltis.

## Formato e participantes
O regulamento do Campeonato Amapaense Feminino consistiu em duas fases: na primeira, as quatro agremiações participantes se enfrentaram em pontos corridos em turno e returno. Após as seis rodadas, os dois primeiros colocados se classificaram para a decisão. Esta foi disputada em partidas de ida e volta. Todos os jogos foram realizados no Milton de Souza Corrêa, em Macapá. Os quatro participantes foram:
| Equipe          | Cidade  | Títulos                                             |
| --------------- | ------- | --------------------------------------------------- |
| Independente-AP | Santana | —                                                   |
| Macapá          | Macapá  | —                                                   |
| Oratório        | Macapá  | 8 (2009, 2010, 2011, 2015, 2016, 2018, 2019 e 2020) |
| Ypiranga-AP     | Macapá  | —                                                   |

## Resultados

### Final
Jogo de ida
| 13 de dezembro | Ypiranga-AP      | 1 – 1 | Oratório    | Milton de Souza Corrêa, Macapá |
| 18h30min       | Talita Monju 21' |       | Vanessa 80' |                                |

Jogo de volta
| 22 de dezembro | Oratório | 0 – 0 | Ypiranga-AP | Milton de Souza Corrêa, Macapá |
| 19h00min       |          |       |             |                                |

|  |       | Penalidades |
|  | 3 − 4 |             |